# Беловицкая, Алиса Александровна
Али́са Алекса́ндровна Белови́цкая (17 октября 1939, Красноярск — 11 июля 2023, Москва) — советский и российский книговед, доктор филологических наук (1988), профессор, занималась разработкой общей теории книговедения. Одна из авторов энциклопедии «Книга».

## Биография
Окончила в 1966 году Московский полиграфический институт (с 1997 года — МГУП, с 2016 года — Московский Политех). В 1969 году начала преподавательскую деятельность на кафедре книговедения и пропаганды книги, с 1978 по 2009 год — заведующая кафедрой. В 1983—1990 годах занимала должность декана факультета издательского дела и книжной торговли МГУП.
В 1988 году защитила диссертацию на соискание учёной степени доктора филологических наук по теме «Общее книговедение. Методологические и теоретические аспекты».